# USS Finback (SS-230)

El USS Finback (SS-230) fue un submarino clase Gato que fue botado el 25 de agosto de 1941 en los astilleros Portsmouth Navy Yard; amadrinado por la Sra A. E. Watson; y fue dado de alta en el servicio activo el 31 de enero de 1942, siendo su primer comandante el Capitán de corbeta Jesse L. Hull. 
Recibió su nombre por el "Finback" o ballena de aleta, el nombre del rorcual común (Balaenoptera physalus) que es común en la costa atlántica de Estados Unidos
El 2 de septiembre de 1944, su tripulación rescató al entonces teniente George H. W. Bush, quien luego sería el presidente 41 de los Estados Unidos y que se había lanzando en paracaídas de su avión que había resultado dañado por el fuego antiaéreo, en un ataque a instalaciones militares japonesas en la isla de Chichi-jima.
Fue dado de baja en el servicio activo el 21 de abril de 1950 y vendido para desguace el 1 de septiembre de 1958 y comenzándose este el 15 de julio de 1959.